# Tour du Portugal de l'Avenir
Le Tour du Portugal de l'Avenir (en portugais : Volta a Portugal do Futuro) est une course cycliste à étapes créée en 1993 et financée par les assurances Liberty Seguros.
Cette épreuve est destinée aux jeunes coureurs de moins de 23 ans. Elle fait partie de l'UCI Europe Tour en catégorie 2.2U de 2014 à 2017.

## Palmarès
| Année | Vainqueur           | Deuxième               | Troisième                |
| ----- | ------------------- | ---------------------- | ------------------------ |
| 1993  | Joaquim Gomes       | Joaquim Adrego Andrade | Paulo Ferreira           |
| 1994  | Paulo Ferreira      | Delmino Pereira        | Vítor Gamito             |
| 1995  | Quintino Rodrigues  |                        |                          |
| 1996  | José Luis Rebollo   |                        |                          |
| 1997  | Matías Cagigas      |                        |                          |
| 1998  | José Azevedo        |                        |                          |
| 1999  | Óscar Pereiro       | Rafael Casero          | David Blanco             |
| 2000  | Pedro Costa         | Santiago Pérez         | Pedro Manuel Andrade     |
| 2001  | Marco Morais        | Célio Sousa            | José Guillén             |
| 2002  | Pablo de Pedro      | Sérgio Paulinho        | Víctor Castro            |
| 2003  | Daniel Moreno       | Josu Mondelo           | David Domínguez Jarén    |
| 2004  | João Cabreira       | António Jesus          | Miguel Almeida           |
| 2005  | André Cardoso       | Afonso Azevedo         | José Mendes              |
| 2006  | Filipe Cardoso      | José Mendes            | Edgar Pinto              |
| 2007  | José Mendes         | César Fonte            | David Vaz                |
| 2008  | João Benta          | Carlos Sabido          | Ricardo Vilela           |
| 2009  | Marco Cunha         | Carlos Baltazar        | Bruno Silva              |
| 2010  | Alexander Ryabkin   | Joni Brandão           | Yelko Gómez              |
| 2011  | Joni Brandão        | José Gonçalves         | Domingos Gonçalves       |
| 2012  | Rafael Silva        | António Barbio         | Eugeniu Cozonac          |
| 2013  | António Carvalho    | David Rodrigues        | António Barbio           |
| 2014  | Ruben Guerreiro     | Joaquim Silva          | Óscar González Brea      |
| 2015  | Julen Amézqueta     | Anatoliy Budyak        | Álvaro Trueba            |
| 2016  | Wilson Rodríguez    | Gaspar Gonçalves       | Juan Antonio López-Cózar |
| 2017  | José Fernandes      | Txomin Juaristi        | Gaspar Gonçalves         |
| 2018  | Venceslau Fernandes | Tiago Antunes          | Hugo Nunes               |
| 2019  | Emanuel Duarte      | Pedro Lopes            | Tiago Leal               |
| 2020  | pas de course       | pas de course          | pas de course            |
| 2021  | André Domingues     | Romaric Forqués        | Pedro Lopes              |
| 2022  | Gabriel Rojas       | Hélder Gonçalves       | David Delgado            |
| 2023  | João Silva          | Vicente Rojas          | Daniel Jiménez           |
| 2024  | Luca Bagnara        | Dylan Jiménez          | Alexandre Montez         |
| 2025  | Lucas Lopes         | Diogo Pinto            | Tiago Santos             |